# Cala el Racó
La cala El Racó, es una cala de arena y bolos situada en Calpe, en la provincia de Alicante (España).
Situada a los pies del peñón de Ifach, tiene una extensión de 70 metros y una amplitud de 10 metros. No es accesible para minusválidos. 
Marca el inicio del Paseo Marítimo Príncipes de Asturias. Es apta para practicar buceo. Tiene puesto de socorrismo, aseos y lavapiés.